# Уба (микрорегион)

Уба на карте.

Уба (порт. Microrregião de Ubá) — микрорегион в Бразилии, входит в штат Минас-Жерайс. Составная часть мезорегиона Зона-да-Мата. Население составляет 269 650	человек (на 2010 год). Площадь — 3586,110	 км². Плотность населения — 	75,19 чел./км².

## Демография
Согласно сведениям, собранным в ходе переписи 2010 г. Национальным институтом географии и статистики (IBGE), население микрорегиона составляет:						
| Полное население                             | Полное население                             | Полное население                             | Полное население                             | 269 650 |
| -------------------------------------------- | -------------------------------------------- | -------------------------------------------- | -------------------------------------------- | ------- |
| в том числе:                                 | Городское население                          | 226 475                                      | Процент городского населения, %              | 83,99   |
|                                              | Сельское население                           | 43 175                                       | Процент сельского населения, %               | 16,01   |
|                                              | Мужское население                            | 134 474                                      | Процент мужского населения, %                | 49,87   |
|                                              | Женское население                            | 135 176                                      | Процент женского населения, %                | 50,13   |
| Плотность населения, чел/км²                 | Плотность населения, чел/км²                 | Плотность населения, чел/км²                 | Плотность населения, чел/км²                 | 75,19   |
| Население микрорегиона в % к населению штата | Население микрорегиона в % к населению штата | Население микрорегиона в % к населению штата | Население микрорегиона в % к населению штата | 1,38    |

## Статистика
- Валовой внутренний продукт на 2003 год составляет 1 259 597 989,00 реалов (данные: Бразильский институт географии и статистики).
- Валовой внутренний продукт на душу населения на 2003 год составляет 4968,33 реалов (данные: Бразильский институт географии и статистики).
- Индекс развития человеческого потенциала на 2000 год составляет 0,758 (данные: Программа развития ООН).

## Состав микрорегиона
В составе микрорегиона включены следующие муниципалитеты:
1. Астолфу-Дутра
2. Дивинезия
3. Дорис-ду-Турву
4. Гуарани
5. Гидовал
6. Гирисема
7. Мерсес
8. Пирауба
9. Риу-Помба
10. Родейру
11. Сенадор-Фирмину
12. Силвейрания
13. Сан-Жералду
14. Табулейру
15. Токантинс
16. Уба
17. Висконди-ду-Риу-Бранку